# Dick Yelvington
Richard Joseph “Dick” Yelvington Jr. (* 27. Juli 1928 in Mims, Florida, USA; † 24. Februar 2013 in Lake Charles, Louisiana) war ein US-amerikanischer American-Football-Spieler. Er spielte als Guard/Tackle in der National Football League (NFL) bei den New York Giants.

## Spielerlaufbahn

### Collegekarriere
Dick Yelvington wurde in Mims geboren, wuchs allerdings in Daytona Beach auf, wo er auch die High School besuchte. Nach seinem Schulabschluss 1946 studierte er mit einem Sportstipendium, unterbrochen durch seinen Wehrdienst in der US Army, bis 1951 an der University of Georgia für deren Footballmannschaft, den Georgia Bulldogs er von 1948 bis 1951 als Offensive Tackle spielte. 1948 gewann er mit seinem Team den Titel in der Southeastern Conference. Im Jahr 1949 verlor Richard Yelvington mit seiner Mannschaft im Orange Bowl gegen die University of Texas mit 41:28. Im folgenden Jahr folgte eine 40:20-Niederlage im Presidential Cup Bowl gegen die Mannschaft der Texas A&M University. 1951 spielte Yelvington im North-South College All Star Game. Von seinem College wurde er aufgrund seiner sportlichen Leistungen viermal ausgezeichnet.

### Profikarriere
Richard Yelvington wurde 1951 durch die New York Giants in der 23. Runde an 278. Stelle gedraftet. Ab der Saison 1952 wurde er vom Head Coach der Giants, Steve Owen, in der Offensive Line eingesetzt, wo er überwiegend als Vorblocker von Runningback Frank Gifford tätig wurde. 1954 erhielt Jim Lee Howell das Traineramt bei den Giants, Vince Lombardi übernahm ab diesem Jahr die Betreuung der Offense des Teams. Sie und Tom Landry, der für die Defense der Giants zuständige Assistenztrainer, führten die Giants 1956 in das NFL-Endspiel gegen die Chicago Bears. Mit Hilfe von Yelvington konnten die Runningbacks der Giants in diesem Spiel drei Touchdowns durch Laufspiel erzielen und so entscheidend zum 47:7-Sieg der Mannschaft aus New York City beitragen. Nach einem weiteren Spieljahr beendete Yelvington seine Profikarriere.

## Nach der Laufbahn
Unmittelbar nach seiner Spielerkarriere arbeitete Yelvington als Agent beim Federal Bureau of Narcotics. Im Jahr 1970 schied er aus gesundheitlichen Gründen aus dem Amt. Im Alter von 65 Jahren heiratete er seine Frau, die er bereits aus seiner Schulzeit kannte. Er hatte einen Stiefsohn und lebte in Lake Charles, Louisiana. Seine Leiche wurde verbrannt und die Asche an die Familie zurückgegeben.